# Kristi dåre
Dårskap för Kristus, (ryska: юродивый, jurodivyj), förekom inom den rysk-ortodoxa kyrkan, där heliga personer tog på sig rollen av en dåre för att kunna bära fram sitt budskap.
Kristi dåre var en benämning (ofta förekommande i den ryska klassiska litteraturen) på en "svagsint" (eller förment sinnessjuk) helig man/kvinna - stundom uppträdande som kringresande tiggare, vilken i synnerhet av religiöst troende ansågs utrustad med profetiska (klärvoajanska) egenskaper. En 'jurodivyj' kunde ostraffat uttala förgripliga meningar om överheter, till och med om tsaren." Den ansågs ofta som straffrättsligt immun, och kunde göra i princip vad den ville. Kristi dåre spelade ofta sinnessjuk[källa behövs] (det kunde dock vara äkta också), som ett led i Kristi efterföljelse, där den som förnedrar sig själv blir upphöjd, enligt Bibeln. 
Kristi dåre klädde sig i trasor, tvättade sig i princip aldrig, lät skägg och hår växa fritt, och gick halvnaken och barfota både sommar och vinter, även i de kalla ryska inlandsvintrarna.[källa behövs] De bara fötterna fascinerade och skrämde det ryska folket i århundraden.[källa behövs]
Franciskus av Assisi var en helig dåre, och lär vara den mest kände.[källa behövs] Bland de ryska heliga dårarna var Xenia av Sankt Petersburg den mest kända, och av de bysantinska dårarna är kanske Simeon av Emesa den mest kände.[källa behövs] Den rysk-ortodoxa kyrkan räknar 36 heliga dårar bland sina helgon[källa behövs], och är därmed det kyrkosamfund som visar den största respekten för sina äldre tiders dårar. Men även inom protestantismen förekommer den heliga dårskapen, bland annat hos radikalpietisten Lars Ulstadius på 1600-talet. Det närmaste vi kommer en helig dåre i Sverige i modern tid är mystikern Fritz Olofsson[källa behövs], en Uppsalapräst som gick bort 2008.   
I Första Korinthierbrevet skriver Paulus: "Vi äro dårar för Kristi skull, men I ären kloka i Kristus; vi äro svaga, men I ären starka; I ären ärade, men vi äro föraktade." (1 Kor 4:10)

## Kristi dårar
- Xenia av Sankt Petersburg
- Franciskus av Assisi
- Simeon av Emesa
- Lars Ulstadius
- Fritz Olofsson